# Automolis angolensis
Automolis angolensis är en fjärilsart som beskrevs av Sergius G. Kiriakoff 1961. Automolis angolensis ingår i släktet Automolis och familjen björnspinnare. Inga underarter finns listade i Catalogue of Life.